# Glochidion goniocarpum
Glochidion goniocarpum är en emblikaväxtart som beskrevs av Joseph Dalton Hooker. Glochidion goniocarpum ingår i släktet Glochidion och familjen emblikaväxter. Inga underarter finns listade i Catalogue of Life.